# Golden Brooks
Golden Brooks (San Francisco, 1º dicembre 1970) è un'attrice statunitense.

## Filmografia parziale

### Cinema
- Hell's Kitchen - Le strade dell'inferno (Hell's Kitchen), regia di Tony Cinciripini (1998)
- Zero Stress, regia di Daniel Demorest (1998)
- Timecode, regia di Mike Figgis (2000)
- Impostor, regia di Gary Fleder (2001)
- Labirinto di inganni (Motives), regia di Craig Ross Jr. (2004)
- Beauty Shop, regia di Bille Woodruff (2005)
- Something New, regia di Sanaa Hamri (2006)
- The Inheritance, regia di Robert O'Hara (2011)
- The Perfect Gift, regia di Alvin Moore Jr. (2011)
- The Mudman, regia di Timothy Curley (2011)
- A Beautiful Soul, regia di Jeffrey W. Byrd (2012)
- Supermodel, regia di Shawn Baker (2015)
- Definitely Divorcing, regia di Russ Parr (2016)
- She's Got a Plan, regia di Fatima Washington e Corey Johnson (2016)
- Almost Amazing, regia di Tristan Price (2017)
- Darkest Minds, regia di Jennifer Yuh Nelson (2018)
- Everything That Glitters, regia di Dan Garcia (2018)
- He Watches Over Me, regia di Shaun Garcia e Orlando Eric Street (2018)
- Kiss Me for Christmas, regia di Jason Weary (2020)
- Coins Forever, regia di Tamara Bass (2021)
- Block Party Juneteenth, regia di Dawn Wilkinson (2022)

### Televisione
- Linc's - 35 episodi (1998-2000)
- Enterprise - 2 episodi (2004)
- In Sickness and in Health - film TV (2012)
- The Great Divide - film TV (2012)
- Hart of Dixie - 11 episodi (2012-2013)
- Second Chance Christmas - film TV (2014)
- Blunt Talk - 5 episodi (2015-2016)
- Ladies of the Law - 6 episodi (2018)
- I Am the Night - 5 episodi (2019)
- Girlfriends - 172 episodi (2000-2020)
- Station 19 - 2 episodi (2021)